# Werner Menke (Musikwissenschaftler)
Werner Menke (* 10. Januar 1907 in Diepholz; † 9. August 1993 in Müllheim) war ein deutscher Interpret und Musikwissenschaftler, der vor allem wegen seiner Forschung über Georg Philipp Telemann bekannt ist.
Nach dem Schulbesuch in Verden und Hannover und einer Banklehre studierte er u. a. Trompete sowie Kunst- und Musikwissenschaften in Hannover, Leipzig, Berlin und Erlangen. Seine Dissertation „Das Vokalwerk Georg Philipp Telemann’s. Überlieferung und Zeitfolge“ war die Grundlage des Telemann-Vokalwerke-Verzeichnisses. Nach dem Zweiten Weltkrieg arbeitete er als Gymnasial- und Musiklehrer, Solotrompeter und Gesangsinterpret.
Er wurde 1993 mit dem Georg-Philipp-Telemann-Preis der Landeshauptstadt Magdeburg geehrt.
Er war seit 1938 mit der Pianistin Ingeborg Menke-Heinsen (1909–?) verheiratet, mit der er zeitweise ein privates Gesangs- und Opernstudio betrieb. Zuletzt lebte er in Müllheim im Markgräflerland. Sein Nachlass lagert in der Universitätsbibliothek Johann Christian Senckenberg der Goethe-Universität Frankfurt.

## Publikationen
- Die Geschichte der Bach- und Händeltrompete : Neue Anschauung u. neue Instrumente. William Reeves, London 1934.[6]
- Das Vokalwerk Georg Philipp Telemann’s : Überlieferung und Zeitfolge. Borna-Leipzig, Leipzig 1941.[6]
- Thematisches Verzeichnis der Vokalwerke von Georg Philipp Telemann.
  - Band 1. Vittorio Klostermann, Frankfurt 1982, ISBN 3-465-01512-6; 2. erweiterte Auflage 1988, ISBN 3-465-01835-4.
  - Band 2. Vittorio Klostermann, Frankfurt 1983, ISBN 3-465-01583-5; 2. Auflage 1995, ISBN 3-465-02829-5.
- Georg Philipp Telemann: Leben, Werk und Umwelt in Bilddokumenten. Heinrichshofen & Noetzel, Wilhelmshaven 1987, ISBN 3-7959-0399-8.